# ناحیه شلال
ناحیه شلال (به عربی: دائرة شلال) یک ناحیه در الجزایر است که در استان مسیله واقع شده‌است.